# 香儂·陶荷提
香儂·玛丽亚·陶荷提（英語：Shannen Maria Doherty，1971年4月12日—2024年7月13日），美國女演員。曾出演多部電影與電視劇。2024年7月13日因乳癌而過世。

## 簡歷
香儂·陶荷提於1971年出生於田納西州孟菲斯，在加州洛杉磯成長。她從小就夢想成為一名演員，10歲時因出演電視劇《墨菲神父》而出道。